# Amt Dresselndorf

Amtsgliederung

Das Amt Dresselndorf war ein kurzlebiges Amt im Kreis Siegen in der preußischen Provinz Westfalen. Sein Gebiet gehört heute zur Gemeinde Burbach im Kreis Siegen-Wittgenstein in Nordrhein-Westfalen.

## Geschichte
Das Gebiet des späteren Amtes Dresselndorf, bestehend aus dem Hickengrund, wurde 1815/16 im Tausch gegen andere Gebiete vom Herzogtum Nassau an Preußen abgetreten und mit Wirkung vom 20. Mai 1816 dem neuen Kreis Siegen zugeteilt. Dort wurde die Bürgermeisterei Dresselndorf eingerichtet.
Im Rahmen der Einführung der Landgemeindeordnung von 1841 für die Provinz Westfalen wurde 1843 aus der Bürgermeisterei Dresselndorf das Amt Dresselndorf gebildet.
Bereits kurze Zeit später im Jahre 1844 wurden die drei Ämter Burbach, Dresselndorf und Neunkirchen zu einem neuen Amt Burbach zusammengeschlossen.

## Gemeinden
Die vier Gemeinden des Amtes mit den Einwohnerzahlen 1818 (Gesamt: 1652):
1. Holzhausen (773 Einwohner)
2. Lützeln (250 Einwohner)
3. Niederdresselndorf (386 Einwohner)
4. Oberdresselndorf (243 Einwohner)